# 京町通 (京都市)
京町通（きょうまちどおり）は、京都市伏見区の南北の通り。北は国道24号から、南は南浜通までの全長1.9キロメートル。

## 概要
伏見城城下町のなかでも最も古い南北の通りであるといわれる。
滋賀県道・京都府道35号大津淀線の一部として師団街道とつながる。
京阪京阪本線、近鉄京都線と並行している。